# Homberg (Efze)
Pour les articles homonymes, voir Homberg.
Homberg (Efze) est une ville allemande située dans l'arrondissement de Schwalm-Eder et dans le Land de la Hesse. Elle est le siège de l'arrondissement.

## Histoire

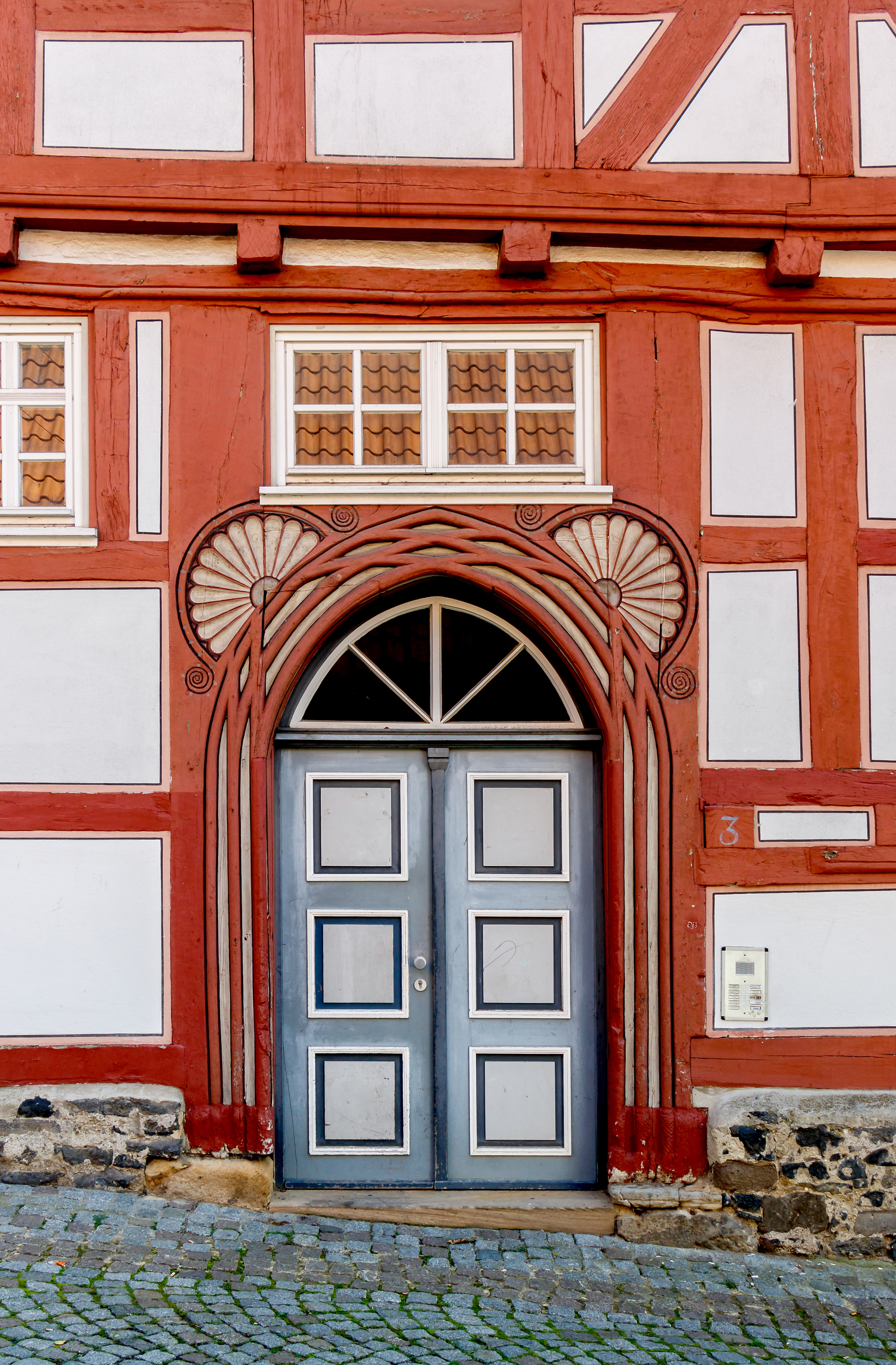
Une porte à Homberg. Septembre 2021.

| Appartenances historiques Landgraviat de Thuringe 1231–1264 Landgraviat de Hesse 1264–1458 Landgraviat de Basse-Hesse 1458–1500 Landgraviat de Hesse 1500–1567 Landgraviat de Hesse-Cassel 1567–1803 Électorat de Hesse 1803–1807 Royaume de Westphalie 1807–1813 Électorat de Hesse 1813–1866 Royaume de Prusse (Province de Hesse-Nassau) 1866–1918 République de Weimar 1918–1933 Reich allemand 1933–1945 Allemagne occupée 1945–1949 Allemagne 1949–présent |